# Spilosmylus asahinai
Spilosmylus asahinai là một loài côn trùng trong họ Osmylidae thuộc bộ Neuroptera. Loài này được Nakahara miêu tả năm 1966.